# Henry Gall
Pour les articles homonymes, voir Gall.
Henry Gall (1862-1930) était un industriel français de la chimie et de la métallurgie.

## Biographie

### Jeunesse
Né Marie Léon Henry Gall le 9 octobre 1862 à Strasbourg, fils d'un négociant strasbourgeois, il a été élève au collège catholique de La Malgrange près de Nancy, puis étudie la chimie à Strasbourg, avant de partir étudier à La Sorbonne, pour conserver sa nationalité française, alors que l'Alsace devient allemande.

### Formation
Heny Gall est d'abord chimiste aux usines Poirier de Saint-Denis, puis il passe aux Établissements Pechiney à Salindres. À 22 ans il entre à la Société des produits antiseptiques, pour diriger ses usines de Villers-Saint-Sépulcre. 

### Carrière
Fondateur de la Société d'électrochimie en 1889, à l'âge de 27 ans, il met au point la fabrication des chlorates, puis se spécialise dans la production des carbures, du sodium, des aciers spéciaux, des ferro-alliages.
Il décline ensuite une offre de reprise de Péchiney et préfère participer à la constitution, en plusieurs étapes, de la Société d’électrochimie, d'électrométallurgie et des aciéries électriques d'Ugine.
Il est à partir de 1928 vice-président et administrateur délégué de la Société d’électrochimie, d'électrométallurgie et des aciéries électriques d'Ugine, et à ce titre vice-président du consortium "L'Aluminium Français", partagé avec Péchiney. 

### Famille
Ses fils François (1893-1956), directeur de l’usine de Notre-Dame-de-Briançon (Savoie) et de la branche électrochimie de 1930 à 1956 et ainsi que son gendre, Henri Barbier (1888-1958), adjoint de son beau-frère François dirigent cette branche jusqu’en 1955.Son  petit-fils, Jacques (1927-2001), membre du corps des Mines, dirige, de 1972 à 1983, la branche électrométallurgie de PUK, avant sa nationalisation.

## Récompenses
- Prix Kastner-Boursault
- Officier de la Légion d'honneur[4]